# Eutima mucosa
Eutima mucosa är en nässeldjursart som beskrevs av Bouillon 1984. Eutima mucosa ingår i släktet Eutima och familjen Eirenidae. Inga underarter finns listade i Catalogue of Life.